# 徐辟
徐辟，在《孟子》書中又稱為徐子，生卒年不詳。戰國時鄒國人，祖居徐國，以國為氏。孟子弟子，可能為蘇秦之甥。

## 生平
墨者夷之透過徐辟求見孟子，孟子最初以病推辭，再次求見後，孟子則問夷之為何不依墨家學說薄葬家人，而是厚葬其尊親。經徐辟傳話後，夷之回答愛應是沒有差別的，只是從親人先做起罷了。徐辟轉告孟子後，孟子以嬰孩將入井以及古時孝子埋葬父母的例子，質疑夷之兼愛的理念，並指出其思想與行為互相矛盾的問題。夷之聽說後，感慨的受教。
徐辟曾問孟子，為何孔子屢次稱讚水呢？水有什麼可取之處嗎？孟子回答，有源頭的水滾滾湧出，日夜不息，填滿低凹之處而前進，直至大海。水就是因為有源頭而可取。如果水沒有源頭，就像是七、八月的大雨一般，雖然很快就填滿了溝壑，一旦雨停，水也很快就乾涸了。所以一個人的名聲只要超過了實情，君子就認為是可恥的了。
《孟子外書》記載，徐辟為蘇秦之甥，曾受蘇秦邀請至秦國。孟子勸徐辟勿往，並誡其勿參與合縱、連橫之事。

## 稱號
- 北宋政和五年（1115年）：仙源伯
- 明朝萬曆三十九年（1611年）：先儒徐氏